# Варяжские рунические камни

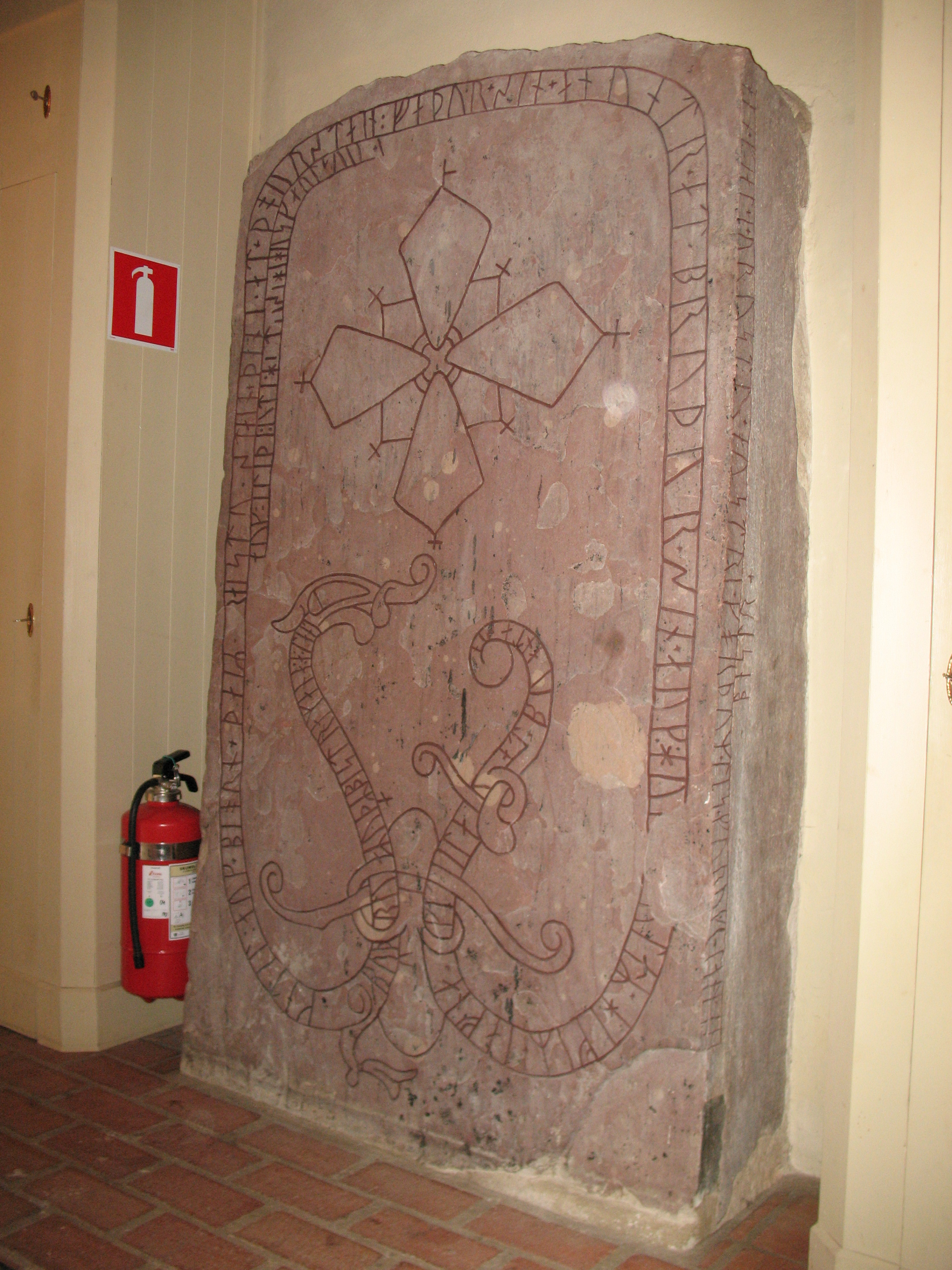
Рунический камень Sö 338

Варяжские рунические камни — рунические камни (мемориальные стеллы и надписи на скалах), посвящённые восточным походам викингов (др.-сканд. Austrvegr) в область Гардарики (др.-сканд. Garðaríki). Частный случай рунических камней викингов. Обычай установки памятных камней получил особое распространение в Средней Швеции (Уппланд и Сёдерманланд).

## Особенности

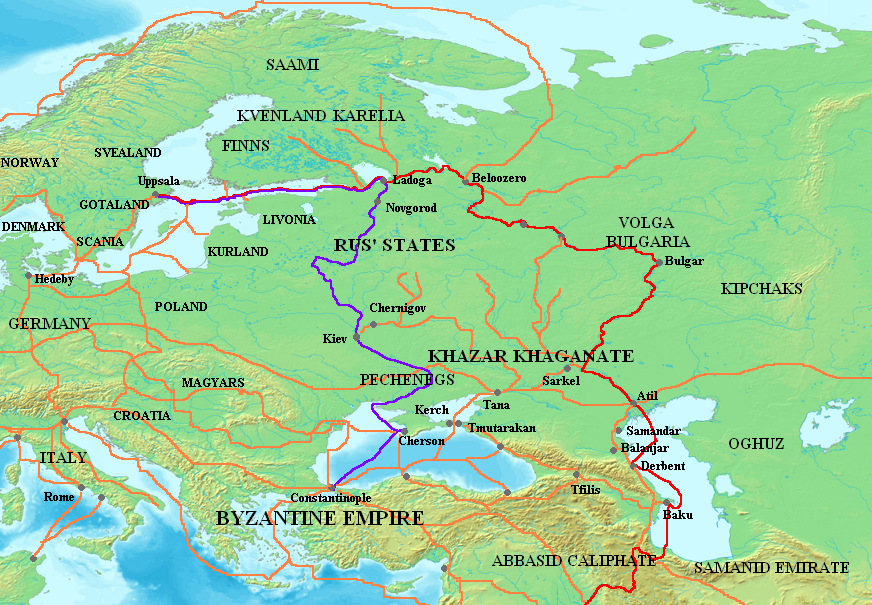
Основные маршруты восточных походов викингов

Надписи на камнях на древнескандинавском языке были сделаны рунами типа футарк. Большинство рунических камней были воздвигнуты во время христианизации XI века, но отдельные камни — намного старше, в частности, рунический камень известный как Kälvesten Ög 8 был изготовлен в IX веке, в период экспансии скандинавов на восток. В этот период скандинавам удалось взять под контроль обширную территорию, получившую известность как Русь и обложить данью местные племена славян и финнов. Эта территория стала для скандинавов богатым источником пушнины, янтаря, моржового клыка, рабов и других ценных товаров собиравшихся с местного населения и вывозившихся на Восток, что делало её важным компонентом экономики восточной Скандинавии того времени. Основная масса памятников, установленных в честь скандинавов, погибших или побывавших «в Гардах» или «на востоке» (41 и 24 в память об участниках похода Ингвара), относится к XI веку. Из этого числа первой половиной — серединой XI века датируется 21 рунический камень (и 24 Ингваровых камня) и 9 — IX—XI веками в целом. К середине — второй половине XI века принадлежат 11 стел. Это хронологическое распределение свидетельствует о более массовом характере поездок жителей Свеаланда в эпоху Ярослава Мудрого. Этим же временем датируются камни, установленные в память о «вождях войска», павших на Руси, упоминаются сражения «конунгов» на востоке.
В Скандинавии имеется множество рунических камней, посвящённых и другим походам на восток: в Константинополь и Ломбардию. Известны также надписи, оставленные варяжской стражей в Византии.
Другие рунические камни, связанные с варяжскими экспедициями, включают так называемые камни Серкланда, известные так же как Камни Ингвара, 24 рунических камнях из Средней Швеции, посвящённые походам на Ближний Восток по Волге и Каспию шведского хёвдинга Ингвара Путешественника (известного также из «Саги об Ингваре Путешественнике»).
Из восьми известных рунических памятников, упоминающих Восточную Европу, шесть относятся к XI веку.
Заказчиками рунических памятников выступали в первую очередь родственники погибшего, реже «сотоварищи» и дружинники.

## Содержание надписей
Рунические надписи и отмечают такие элементы, связанные с пребыванием в Гардарики, как высокий социальный статус в войске, приобретённое богатство, особые почести, оказываемые при дворе князя. 120 рунических памятников сообщают о скандинавах, погибших во время поездок на восток: в Прибалтику, на Русь и в Византию. Неоднократно отмечается военная и торговая деятельность павших на востоке, особенно подчеркивается прибыльность этих походов. Сообщается о богатствах, привезённых из Руси: ценных товарах, золоте и серебре, дорогих одеждах и др. Подавляющее большинство тех, в память о ком установлены камни первой половины XI века, во время поездок на восток «умерли», «были убиты» или «пали», что говорит о бурной военной деятельности скандинавов на Руси в этот период.
Рунические надписи свидетельствуют о формировании скандинавской географической номенклатуры Руси. Знакомство скандинавов со славянскими и финскими географическими названиями началось в период древнейших контактов. Надписи конца X — начала XI века дают сложившуюся систему наименований для различных географических объектов Руси: государства (собственное скандинавское наименование — Гардарики), рек (транскрипция местных наименований) и городов (два типа названий: транскрипция местных, что, предположительно, было более поздним явлением, собственные наименования для городов, лежавших на пути «из варяг в греки»; последние оформлены по единой модели с корнем garð в качестве топографического термина).
Смысл многих надписей можно резюмировать с помощью стихотворения в стиле Форнюрдислаг, написанного на камне Sö 338 (на илл.):
| Brøðr vaʀu þæiʀ bæstra manna, a landi ok i liði uti, heldu sina huskarla ve[l]. Hann fioll i orrustu austr i Garðum, liðs forungi, landmanna bæstr. | ... братья были из лучших людей на земле и в воинском походе, держали своих дружинников хорошо. Он [один из братьев] пал в битве на востоке в Гардах [на Руси], вождь войска, лучший из соотечественников. |  |

## Значение
Руническая эпиграфика содержит данные по исторической ономастике, сведения о трансконтинентальных контактах и известия, раскрывающие как макро-, так и микроисторию. Варяжские рунические камни являются важным источником по истории русско-скандинавских отношений.

## Примеры

### U 209

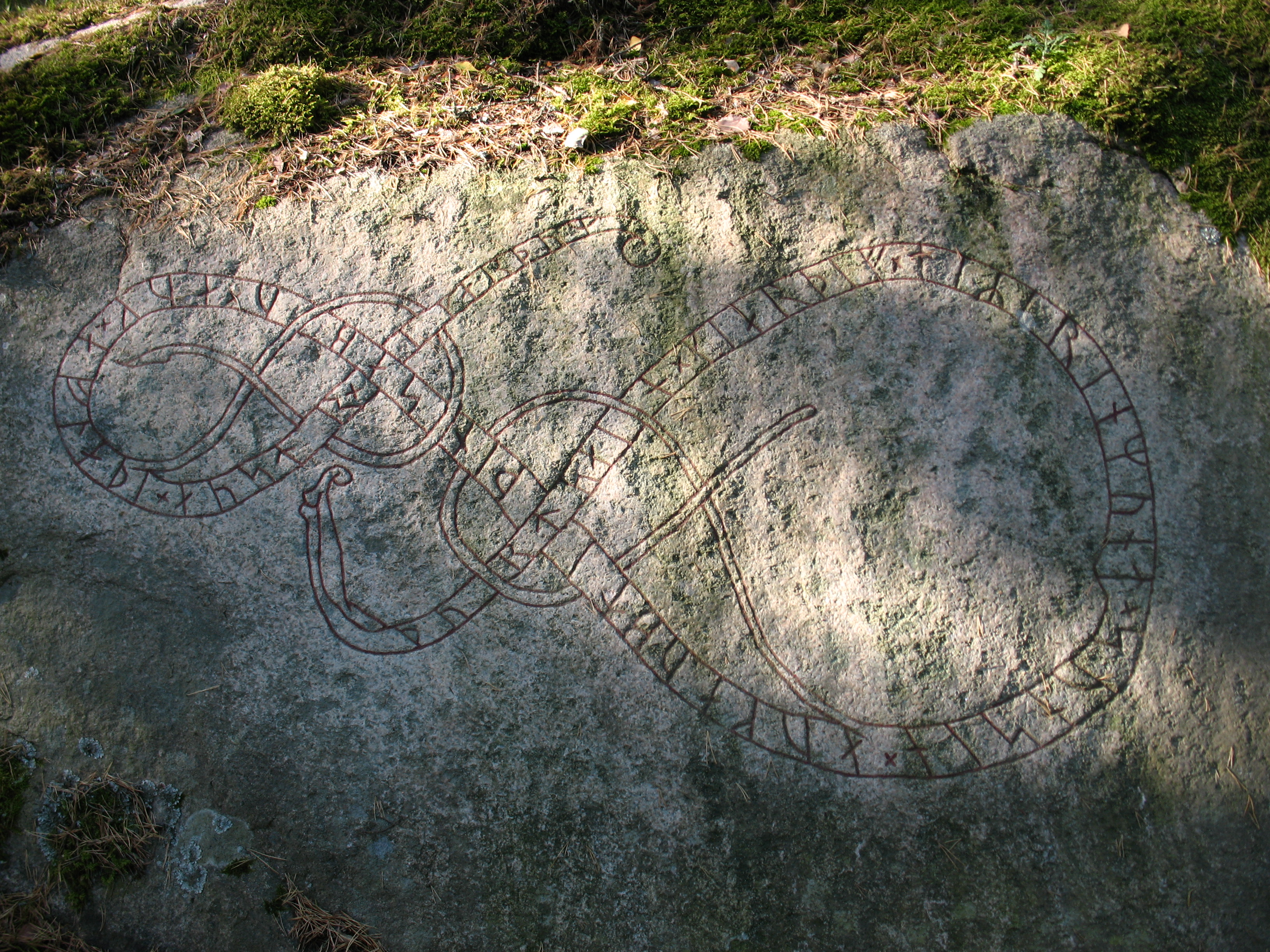
Рунический камень U 209

Руническая надпись в стиле Pr4, высеченная на скале в Веде. Датируется серединой XI века. Сделана по заказу некого Торстейна (Þorsteinn), обогатившегося в Киевской Руси, в память о своём сыне. Американский историк О. И. Прицак отождествлял Торстейна с командиром отряда, запись о котором приведена на руническом камне Sö 338. Он предполагал, что Торстейн был командиром дружины Ярослава Мудрого и что его сын Эринмунд, возможно, умер на Руси, когда служил под началом своего отца.
Купленное Торстейном поместье, вероятно, было хутором Веда, где находится надпись. Надпись свидетельствует о приобретении земли на деньги, привезённые с востока. Такие сделки привели к возникновению особой формы собственности на землю (норв. Odelsrett), до сих пор сохранившейся в Скандинавии.
Латинская транслитерация
«þurtsain × kiarþi | | if × tiʀ irinmunt × sun sin auk | | kaubti þinsa bu × auk × aflaþi × austr i karþum».
Древнескандинавская транскрипция
«Þorstæinn gærði æftiʀ Ærinmund, sun sinn, ok køypti ennsa by ok aflaði austr i Garðum».
Перевод

Торстейн сделал (камень) в память об Эринмунде, своем сыне, и купил это имение и заработал (богатство) на востоке в Гардаре (Русь).
Оригинальный текст (англ.)Þorsteinn made (the stone) in memory of Erinmundr, his son, and bought this estate and earned (wealth) in the east in Garðar (Rus).

### U 636

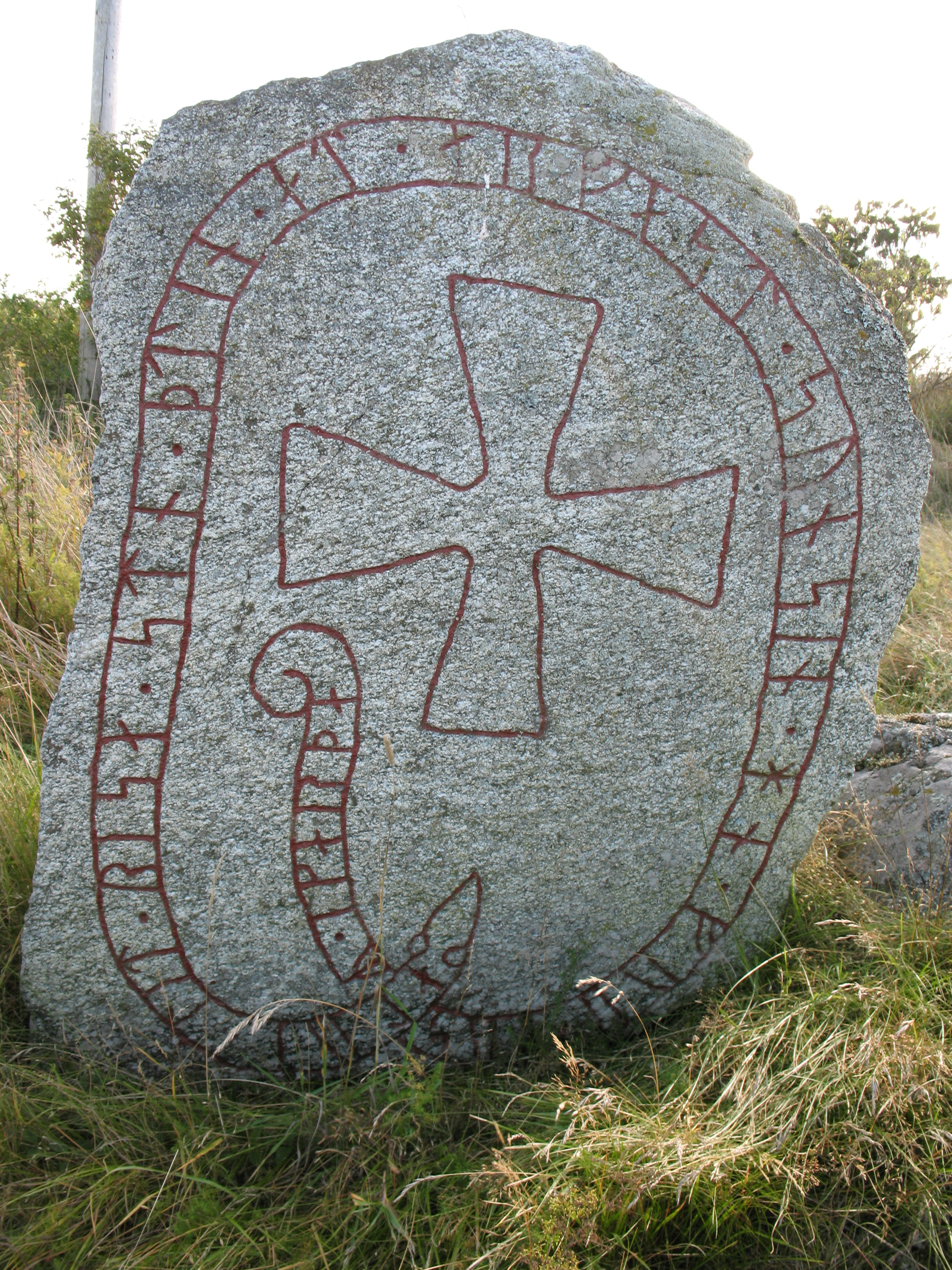
Рунический камень U 636

Камень найден в Лоддерсте (Låddersta) и выполнен в стиле Fp. Был воздвигнут неким Эльве в память о сыне по имени Арнфаст, который путешествовал по Киевской Руси. Арнфаст также упоминается на камне U 635.
Существует два варианта прочтения «i karka». Первое — Гардарики (Гардар), второе исходит из предположения, что Garðr означает Киев.
Латинская транслитерация
«alui * lit * risa * stn * þtin * at * arfast * sun sin * hn * fur * ausʀ * i karþa».
Древнескандинавская транскрипция
«Alvi let ræisa stæin enna в Арнфасте, sun sinn. Hann для austr i Garða».
Перевод

Эльве воздвиг этот камень в память об Арнфасте, его сыне. Он отправился на восток в Гардар.
Оригинальный текст (англ.)Ôlvé had this stone raised in memory of Arnfast, his son. He travelled to the east to Garðar.

### Комментарии
1. ↑  Скандинавское название Руси'"`UNIQ--ref-00000000-QINU`"'. С древнескандинавского Garðaríki — «крепости» или «укреплённые торговые поселения». Такие поселения были построены вдоль основных торговых путей по рекам от Балтийского моря до Каспийского и Чёрного. Одним из первых таких поселений стала основанная скандинавами Ладога (др.-сканд. Aldeigjuborg)'"`UNIQ--ref-00000002-QINU`"'.
2. ↑  др.-рус. рѹсь восходит к прибалтийско-фин. ruotsi «шведский, швед»; ruotsi представляет собой производное либо от др.-сканд. rōþr «гребец» и «поход на гребных судах»'"`UNIQ--ref-00000007-QINU`"', либо от названия местности в Скандинавии Руслаген (Roden или Roslagen)'"`UNIQ--ref-00000009-QINU`"''"`UNIQ--ref-0000000A-QINU`"'. Славяне называли скандинавов варягами от самоназвания скандинавских дружин (др.-сканд. váringr, væringr — «давшие клятву верности»)'"`UNIQ--ref-0000000C-QINU`"'.
3. ↑  В обмен на пушнину, рабов и другие товары собранные в виде дани со славян и финнов, скандинавы привозили из Багдада серебряные монеты — дирхемы. Многочисленные клады этих монет были найдены археологами в Южной Швеции в XIX—XX веках'"`UNIQ--ref-00000011-QINU`"'.
4. ↑  В Скандинавии был известен как Jarizleifr Valdamarrsson или Jarisleif I'"`UNIQ--ref-00000013-QINU`"'.

### Сноски
1. 1 2 3 4  Мельникова Е. А., Петрухин В. Я., Пушкина Т. А. Древнерусские влияния в культуре Скандинавии раннего средневековья (К постановке проблемы) // История СССР. 1984. № 3. С. 50—65.
2. 1 2 3 4 5  Мельникова Е. А. Балтийская политика Ярослава Мудрого // Ярослав Мудрый и его эпоха. М., 2008. C. 78—133.
3. 1 2  Jansson'"`UNIQ--nowiki-0000000E-QINU`"'1980, p. 31.
4. ↑  Jones'"`UNIQ--nowiki-00000015-QINU`"'1968, p. 267.
5. ↑  Мельникова Е. А. К предыстории Готского двора в Новгороде // История : Дар и долг. Юбилейный сб. в честь А. В. Назаренко. М. ; СПб., 2010. С. 184—198.
6. ↑  Мельникова Е. А. Ранние формы торговых объединений в средневековой Северной Европе // Скандинавский сборник. Таллин. 1982. Вып. XXVII. С. 19—29.
7. ↑  Мельникова Е. А., Петрухин В. Я. Скандинавы на Руси и в Византии в X—XI веках : к истории названия «варяг» // Славяноведение. 1994. № 2. С. 56—68.
8. ↑  Коллектив авторов. Древнейшие государства Восточной Европы. 2006 год. Пространство и время в средневековых текстах. — Litres, 2017-09-05. — 552 с. — ISBN 978-5-04-073718-5.
9. ↑  Петрухин В. Я. Древняя Русь и Скандинавия в трудах Е. А. Мельниковой // Мельникова Е. А. Древняя Русь и Скандинавия : Избранные труды / под ред. Г. В. Глазыриной и Т. Н. Джаксон. М. : Русский Фонд Содействия Образованию и Науке, 2011. С. 8.
10. ↑  Pritsak'"`UNIQ--nowiki-0000001A-QINU`"'1981, p. 367.
11. ↑  Harrison & Svensson'"`UNIQ--nowiki-0000001C-QINU`"'2007, p. 35.
12. ↑  Entry U 209 in Rundata 2.0 for Windows.
13. ↑  Rundata entry for U 636
14. ↑  Pritsak'"`UNIQ--nowiki-00000026-QINU`"'1981, p. 371.
15. ↑  Entry U 636 in Rundata 2.0 for Windows.